# Moczarnik ochrowy
Moczarnik ochrowy (Cranioleuca henricae) – gatunek małego ptaka z rodziny garncarzowatych (Furnariidae). Występuje endemicznie w Boliwii. Opisany po raz pierwszy w roku 1997. Narażony na wyginięcie.

## Morfologia
Długość ciała wynosi 14–15 cm, w tym dzioba 14,3–15,2 mm i ogona 61–73,4 mm. Skrzydło mierzy 65,5–69 mm, natomiast skok 18,5–18,6 mm. Brak danych na temat masy ciała. Wierzch głowy rudobrązowy. Boki głowy brudnobiałe, brew biała. Kark i grzbiet brązowooliwkowe. Skrzydła rudawe, pokrywy I rzędu posiadają szarobrązowe chorągiewki wewnętrzne. Nie zbadano żadnego osobnika młodego, jednakże przypuszczalnie takowy był obserwowany; posiadał brązowooliwkowy wierzch głowy oraz krótszą brew. Tęczówki brązowe, dziób różowy, nogi i stopy oliwkowożółte.

## Zasięg występowania
Całkowity zasięg występowania szacowany jest na 1390 km². Obejmuje dwie znane lokalizacje w zachodniej Boliwii, we wschodniej części Andów – dorzecze rzeki Cotacajes w pobliżu miasta Inquisivi oraz dorzecze rzeki Consata w pobliżu miasta Sorata. Środowisko życia stanowi podszyt suchych liściastych lasów gór i dolin w przedziale wysokości 1800–3300 m n.p.m. Występuje też w niskich zakrzewieniach na porębach przyległych do lasów. Czasami zapuszcza się na plantacje.

## Zachowanie
Owadożerny. Żeruje wzdłuż pni 1–4 metra nad ziemią. Owady zbiera z liści i kory. W styczniu obserwowano ptaki w parach, przypuszczalnie trwa wtedy sezon lęgowy. Przypuszczalnie także w styczniu obserwowano osobnika młodocianego.

## Status, zagrożenia
Przez IUCN od 2019 roku gatunek klasyfikowany jest jako narażony na wyginięcie (VU, Vulnerable); wcześniej, od 2000 roku uznawany był za zagrożony wyginięciem (EN, Endangered). Populacja szacowana jest na około 1500 osobników dorosłych, a jej trend uznawany jest za spadkowy. Zagrożeniami dla moczarników ochrowych jest wycinka drzew na surowiec drzewny oraz miejsca do wypasu bydła; przypuszczalnie w przyszłości będą miały miejsce osunięcia się ziemi wskutek zmian hydrologicznych spowodowanych działalnością człowieka; do zmniejszenia zasięgu gatunku mogą się też przyczynić zmiany klimatu.